# آرتاباز یکم (ساتراپ فریگیه)
آرتاباز یکم یا اَردَوَز (به پارسی باستان:اَرتَه‌وَزدَه)، (به یونانی: Ἀρτάϐαζος / Artabazos)‏ (۴۸۰–۴۵۵ پیش از میلاد)، از دودمان فارناکیان و پسر فارناک یکم عموی داریوش بزرگ هخامنشی و ساتراپ ایرانی فریگیه هلسپونت زیر نظر هخامنشیان بود. او همچنین یکی از سرداران خشایارشا در دومین تهاجم ایرانیان به یونان و فرمانده نیروهای محافظ مسیر بازگشت به آسیا از داردانل بود که پس از نبرد سالامیس در یونان ماند. در نبرد پلاته او به دلیل نامعلومی با ۴۰۰۰۰ سرباز از صحنه جنگ کناره گرفت و به سمت داردانل عقب نشست.

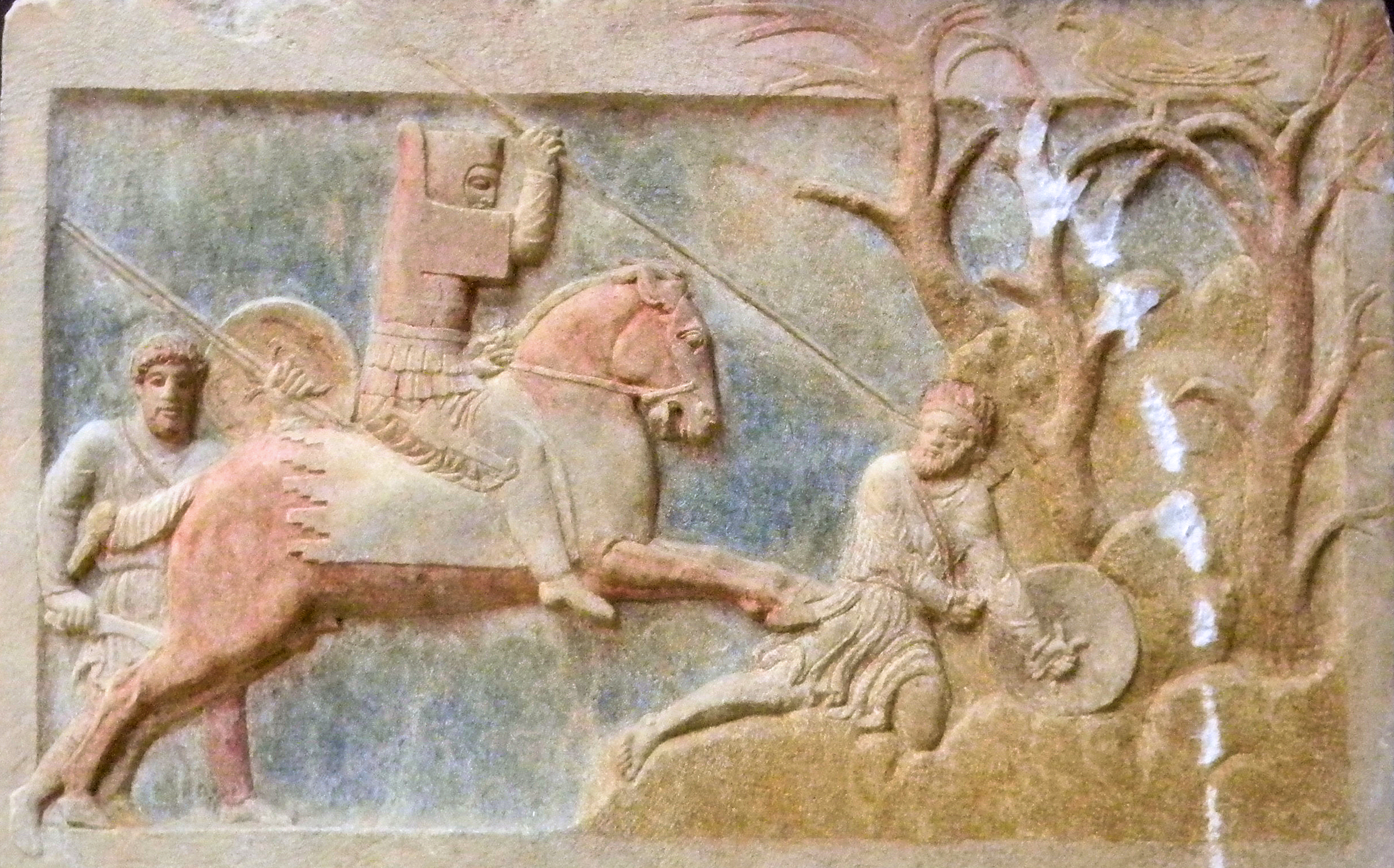
سواره‌نظام دودمان هخامنشی فریگیه هلسپونت به پیاده‌نظام سبک‌اسلحه یونانی حمله می‌کند "، تابوت‌دان چاناق‌قلعه، اوایل قرن چهارم پیش از میلاد.

همچنین او به دستور اردشیر یکم شاه هخامنشی به همراه بغابوخش دوم ساتراپ سوریه، در سرکوب دومین شورش مصر شرکت کرد.
منطقه ساتراپی فریگیه هلسپونت در شهر ارگیلی (Ergili) در شمال غرب ترکیه کنونی قرار دارد.

## جانشینی
بعد از او، پسرش، فارناباز یکم (۴۵۵–۴۳۰ پیش از میلاد)، که اطلاعات کمی از او در دست است، و سپس نوه‌اش فارناک دوم (۴۳۰–۴۱۳ از میلاد)، که شناخته شده‌است در ابتدای جنگ پلوپونزی ساتراپ بوده‌است. پس از او، فارناباز دوم (۴۱۳–۳۷۳ پیش از میلاد)، که به خاطر رقابت با تیسافرن و جنگ علیه اسپارت‌ها مشهور است به مقام ساتراپی فریگیه هلسپونت رسید.

## دودمان فارناکیان
حکمرانان دودمان فارناکیان و زمان خدمتشان به ترتیب عبارتند از:
- فارناک یکم (۵۵۰–۴۹۷ پیش از میلاد)
- آرتاباز یکم (۴۸۰–۴۵۵ پ.م.)
- فارناباز یکم (۴۵۵–۴۳۰ پ.م.)
- فارناک دوم (۴۳۰–۴۲۲ پ.م.)
- فارناباز دوم (۴۲۲–۳۸۷ پ.م.)
- آریوبرزن (۴۰۷–۳۶۲ پ.م.)
- آرتاباز دوم (۳۸۹–۳۲۹ پ.م.)
- فارناباز سوم (۳۷۰–۳۲۰ پ.م.)
- آرسیتس (- پ.م.) آخرین ساتراپ ایرانی فریگیه هلسپونت